# Mangora polypicula
Mangora polypicula är en spindelart som beskrevs av Yin et al. 1990. Mangora polypicula ingår i släktet Mangora och familjen hjulspindlar. Inga underarter finns listade i Catalogue of Life.